# Успіх (фільм, 1984)
«Успіх» (рос. «Успех») — радянський художній фільм режисера Костянтина Худякова. Вийшов в 1984 році.

## Сюжет
Молодий режисер Геннадій Фетисов після розставання з дружиною їде з Москви і починає працювати в обласному театрі, де береться за постановку чеховської «Чайки». У режисера, який прагне поставити класику так, як тільки він її бачить («По-моєму, це ще ніхто правильно не грав»), важкий характер; він жорстко веде великий корабель постановки спектаклю за наміченим ним курсом. При цьому у нього своєрідна манера роботи з акторами — у відповідь на зауваження колишньої дружини, що він за характером «домобудівельник», він трохи іронічно відповідає, що «він — деспот» (цими словами Фетисов явно відтворює цитату з монологу професора Серебрякова з іншої п'єси Чехова — «Дядя Ваня»), — через що у нього раз у раз виникають проблеми з трупою театру: то знаменита акторка (Арсеньєва) відмовляється від участі в його постановці, то відбувається серйозна сварка з актором цього ж театру, з яким вони «вчилися разом в університеті» (Зуєв), то смерть актора, якого він незадовго до цього зняв з ролі (Павлик Платонов), розуміючи, що той йому не підходить, і намагаючись замінити його на ідеального в його баченні (Князєв).
Всі з нетерпінням чекають прем'єри вистави, з успіхом якої пов'язують великі надії — при цьому Фетисову вже натякають на бажання бачити його головним режисером театру. Під час прем'єри глядач бачить терзання Фетисова і явно виражене їм внутрішнє невдоволення постановкою. Публіка приймає спектакль із захопленням. По всій видимості, так само блискуче спектакль прийнятий приїхавшими московськими критиками (хоча у фільмі це явно не показано, але судячи по фіналу, він здобув-таки давно бажаний Успіх).
У фінальній сцені на вокзалі Фетисов з речами стоїть на пероні, збираючись їхати назад в Москву. Оглядаючись, він ніби бачить, що всі зацікавлені театральні особи через вікно будівлі вокзалу чекають його рішення — залишиться він чи поїде. Фільм закінчується, залишаючи всіх глядачів заінтригованим подальшою долею протагоніста.

## У ролях
- Леонід Філатов —  Геннадій Максимович Фетисов, молодий режисер зі столиці
- Аліса Фрейндліх —  Зінаїда Миколаївна Арсеньєва, прима обласного театру, репетирує Аркадіну
- Олександр Збруєв —  Олег Петрович Зуєв, однокашник Фетисова, актор, репетирує Треплєва
- Лев Дуров —  Павло Панасович Платонов, актор, репетирує Тригоріна
- Лариса Удовиченко —  Алла Сабурова, акторка, репетирує Ніну Зарічну
- Анатолій Ромашин —  Микола Миколайович Князєв, актор, замінює Павлика Платонова в ролі Тригоріна
- Людмила Савельєва —  Інна, колишня дружина Фетисова
- Алла Мещерякова —  Анна Василівна (Нюся), дружина Платонова, репетирує Машу Шамраєву
- Марія Поліцеймако —  Галя, помічник режисера
- Вацлав Дворжецький —  Яків Гаврилович Винокуров, головний режисер обласного театру
- Володимир Привалов —  Євген Іванович, директор обласного театру  (озвучує Леонід Каневський)
- Ніна Крачковська —  акторка
- Віра Бурлакова —  акторка
- Вадим Вільський —  актор
- Юрій Леонідов —  актор
- Віктор Маркін —  актор
- Сергій Сібель —  Колесов, невдаха-драматург  (озвучує Сергій Малишевський)
- Юрій Сучков —  Толя, радист
- Наталя Ткачова —  мати Фетисова

## Знімальна група
- Режисер: Костянтин Худяков
- Сценарист: Анатолій Гребнєв
- Оператор: Валентин Піганов
- Композитор: В'ячеслав Ганелін
- Художники: Борис Бланк, Володимир Кірс